# Špania Dolina
Špania Dolina (allemand : Herrengrund) est un village de Slovaquie situé dans la région de Banská Bystrica.

## Géographie
Špania Dolina est située sur flanc des montagnes Tatra, d'origine volcanique, à huit kilomètres de la ville de Banská Bystrica, Banská signifiant d'activité minière en slovaque. Située à 782 mètres d'altitude, elle fut appelée la « métropole du cuivre en Europe ».
Špana Dolina est entourée de villages miniers nommés Staré Hory, Richtárová, Piesky, Moštenica et Tajov, également proches de la ville de Banská Bystrica.

## Histoire
La première mention écrite du village date de 1263. La fonction minière a très longtemps prévalu. Les mines étaient exploitées par les Allemands des Carpates.
Le roi de Hongrie fit appel à des mineurs allemands pour développer le site en 1242, les « Waldbürgers ». Au cours des 80 premières années du XVe siècle, les mines demandent des investissements et leur propriétaires doivent emprunter des fonds à Jan Thurzo, un noble et homme d'affaires de la région de Spiš. Plus tard, Jan Thurzo (1437-1508), racheta toutes les mines à leurs propriétaires et s'allia à Jakob Fugger, pour commercialiser le produit des mines, via Anvers, dans les empires portugais et espagnols, en créant une puissante compagnie du cuivre nommée l'Ungarischer Handel ou Neusohler Kupferhandlung. C'est actuellement, un village visité par les touristes à proximité de Banská Bystrica

## Démographie

### Évolution de la population
| Année:               | 1994. | 2004.    | 2014.   | 2024.    |
| -------------------- | ----- | -------- | ------- | -------- |
| Nombre de personnes: | 121   | 182      | 197     | 234      |
| Différence:          |       | +50,41 % | +8,24 % | +18,78 % |

| Année:               | 2023. | 2024.   |
| -------------------- | ----- | ------- |
| Nombre de personnes: | 228   | 234     |
| Différence:          |       | +2,63 % |